# Béla Karlovitz
Béla Karlovitz (Hongria, 9 novembre 1904 - Estats Units, 29 febrer 2004) va ser una física hongaresa que va ser pionera en la recerca sobre la generació d'energia elèctrica directament d'un cos d'aire calent en moviment sense cap part que es mogui mecànicament. Aquest procés és conegut com a generació magnetohidrodinàmica o generació MHD. També és coneguda pel nombre de Karlovitz.
A mitjans dels any 1930, quan vivia en la seva Hongria natal, Béla Karlovitz va accedir a l'empresa Siemens AG a Alemanya demanant de desenvolupar un generador MHD usant gasos combustibles. Siemens la va derivar a Westinghouse als Estats Units. Va arribar a les instal·lacions de recerca de Westinghouse de Pittsburgh, Pennsylvania amb el seu amic Denes Halasz l'any 1938.

La seva feina allà va culminar en la primera patent d'un procés de potència MHD el 13 d'agost de 1940 (Patent dels Estats Units número 2,210,918, "Procés per la Conversió d'Energia"). Va treballar a Westinghouse fins a l'any 1947. La Segona Guerra Mundial va interrompre el desenvolupament i un dispositiu que funcionés a la pràctica no va ser construït fins al 1992 per altres científics.
Belá Karlovitz va obtenir el seu grau en Enginyeria Mecànica de la Universitat Politècnica de Budapest i un d'Enginyeria Elèctrica a l'Institut Federal de Tecnologia de Zuric, a Suïssa. Més enllà de les seves publicacions sobre MHD, és autora de publicacions sobre flames turbulentes i inestabilitats en la combustió. Va ser la cap de la Secció de Recerca sobre Flames, de la Divisió d'Explosius i Ciències Físiques i del Bureau de Mines a Pittsburgh, PA l'any 1953. Després, va treballar a l'empresa Combustion and Explosive Research, Inc. a Pittsburgh, PA.
En combustió, Karlovitz és coneguda com la primera persona que va introduir el terme elasticitat de flama. El nombre de Karlovitz duu el seu nom. Es tracta d'una magnitud adimensional definida com:
{\displaystyle {\mathit {Ka}}=kt_{c}}
on {\displaystyle t_{c}} és el temps de flux característic (en s) i {\displaystyle k} és la taxa d'elasticitat de la flama (en 1/s):
{\displaystyle k=(dA/dt)/A};
on {\displaystyle A} és l'àrea unitària de la flama i està definida pels punts que es queden en la superfície de la flama.